# Такая любовь (фильм)
«Такая любовь» (фр. Cet amour-là) — фильм (2001) режиссёра Жозе Дайан, в основу которого легла автобиографическая книга Яна Андреа «Эта любовь».

## Сюжет
Маргерит Дюрас — культовая французская писательница. Ян Андреа — бедный студент-филолог, изучающий литературу в провинциальном университете. Однажды ему удалось взять автограф у любимой писательницы. На протяжении пяти лет он писал Маргерит безответные письма. Наконец, Ян решается приехать к ней, чтобы рассказать о том, как он восхищается ее талантом. И между ними вспыхивает страсть, переворачивающая все представления о любви с ног на голову. На момент их встречи в 1980 году Маргарет 66 лет, а Яну еще нет и 28, но их отношения продлятся 16 лет, до самой смерти Маргерит.

## Интересные факты
После встречи с Яном Андреа Маргерит Дюрас написала роман «Любовник» (1984), за который получила Гонкуровскую премию. В фильме «Такая любовь» произведение не называется, но речь идет о мучительной работе именно над ним.

## В ролях
В главных ролях:
- Жанна Моро — Маргерит Дюрас
- Эмерик Демарини — Ян Андреа

В эпизодах:
- Кристиана Рорато — женщина в халате
- Софи Милерон — ночная сиделка
- Джастин Леви — сотрудник госпиталя
- Дидье Лесур — бармен
- Таня Лопер — жена посла